# Timsgarry
Timsgarry, schottisch-gälisch Timsgearraidh, ist eine Ortschaft auf der schottischen Hebrideninsel Lewis and Harris.

## Lage
Timsgarry liegt im Westen von Lewis, dem Nordteil der Doppelinsel Lewis and Harris, an der Uig Bay. Die nächstgelegenen Ortschaften sind der 1,5 Kilometer westlich gelegene Weiler Crowlista und das 3,5 Kilometer östlich gelegene Miavaig. Stornoway, der Hauptort der Insel, befindet sich 37 Kilometer östlich. Timsgarry ist über die B8011 an das Straßennetz angeschlossen, eine Nebenstraße der in Stornoway beginnenden A858.

## Geschichte
Die Umgebung weist frühe Besiedlungsspuren auf. Hierzu zählt der an der Küste gelegene eisenzeitliche Dun Borranish. 1829 wurde die Uig Parish Church errichtet. Die 1724 errichtete Vorgängerkirche befand sich am Standort des Pfarrhauses, das vermutlich im 18. Jahrhundert erbaut wurde. Am Standort befanden sich jedoch mindestens eine, möglicherweise zwei präreformatorische Kapellen, deren Reste heute denkmalgeschützt sind. Gegen Ende des 19. Jahrhunderts wurde in Timsgarry die Uig Lodge als Jagdsitz errichtet.
Südlich von Timsgarry wurden 1831 die Lewis Chessmen gefunden. Die aus dem 12. Jahrhundert aus der Zeit der Wikingerbesatzung Schottlands stammenden Figuren zählen zu den bedeutendsten Funden historischer Schachfiguren weltweit.
Auf der Karte der Ordnance Survey von Ross-shire aus dem Jahre 1854 sind in Timsgarry sieben bedachte, ein teilweise bedachtes und vier unbedachte Gebäude verzeichnet. 1974 waren dort 20 bedachte, ein teilweise bedachtes und fünf unbedachte Gebäude verzeichnet.